# Hazorasp
Hazorasp (em russo: Ҳазорасп), também conhecida como Khazarasp (Хазарасп), Khazorasp ou pelo seu nome mais antigo Hazārasp (em persa: هزار اسپ‎; "mil cavalos"), é um cidade do Usbequistão situada junto à margem esquerda do Amu Dária, junto à fronteira com o Turquemenistão. É capital do distrito homónimo da província da Corásmia. Em 2005 tinha 16 700 habitantes.[carece de fontes?] Desde 2008 que é candidata a Património Mundial da UNESCO.
Fica cerca de 50 km a sudeste de Urguenche, 60 km a leste de Quiva, 200 km a sudeste de Nucus, 350 km a noroeste de Bucara e 900 km a oeste de Tasquente (distâncias por estrada).

## História
É considerada uma das cidades mais antigas da Ásia Central — os estudos arqueológicos atestam a sua existência em meados do 1.º milénio a.C. Durante a Idade Média foi um importante centro de comércio da Rota da Seda e no século VIII d.C. era uma das três cidades mais fortificadas da Corásmia.
Ao longo da sua história foi palco de várias batalhas. Em 1017, o sultão gasnévida Mamude de Gásni derrotou o xá mamúnida Abu'l-Harith Muhammad do Império Corásmio. Em 1147, sultão seljúcida Amade Sanjar conquistou a cidade após dois meses de cerco durante a guerra com o xá corásmio Aladino Atsiz, que ali se tinha refugiado. Em 1204, o xá corásmio Aladino Maomé derrotou o sultão gúrida Muizadim Maomé. No final da década de 1210 a cidade foi destruída por mongóis de Gêngis Cã.
Hazarasp foi depois reconstruída e ganhou novamente alguma importância, nomeadamente durante os séculos em que pertenceu ao Canato de Quiva (séculos XVI a XI). A família real do cã de Quiva chegou a ter residência na cidade. Foi tomada pelo russos durante a  conquista russa da Ásia Central.
Segundo os dados apresentados na candidatura a Património Mundial, ao contrário de grande parte das cidades mais antigas que chegaram aos nossos dias, a parte antiga de Hazorasp não resulta dum desenvolvimento gradual espontâneo, tendo sido construída duma só vez seguindo um plano. Era completamente cercada por muralhas fortificadas por torres, das quais só sobreviveram doze. No canto sudeste do recinto muralhado ergue-se a torre Dev-Solgan da cidadela. As muralhas, construídas em pahsa (espécie de taipa) e tijolos de adobe, têm atualmente 12 metros de altura nos locais onde a parte superior ainda existe e 10 metros nos restantes locais; em alguns locais estão totalmente destruídas.